# Complejo lagunar de La Jara
Complejo lagunar de La Jara este o arie protejată (arie specială de conservare — SAC, sit de importanță comunitară — SCI) din Spania întinsă pe o suprafață de 793,48 ha, integral pe uscat.

## Localizare
Centrul sitului Complejo lagunar de La Jara este situat la coordonatele 39°42′19″N 4°26′49″W / 39.7053°N 4.4469°V.

## Înființare
Situl Complejo lagunar de La Jara a fost declarat sit de importanță comunitară în decembrie 2000 pentru a proteja 2 specii de plante și 6 specii de animale. Situl a fost protejat și ca arie specială de conservare în august 2015.

## Biodiversitate
Situată în ecoregiunea mediteraneană, aria protejată conține 5 habitate naturale: Pajiști umede mediteraneene cu ierburi înalte de Molinio-Holoschoenion, Păduri de Quercus ilex și Quercus rotundifolia, Dehesas cu Quercus spp. perene, Iazuri temporare mediteraneene, Tufărișuri termo-mediteraneene și de pre-deșert.
La baza desemnării sitului se află mai multe specii protejate:
- plante (2): Lythrum flexuosum, Marsilea strigosa
- păsări (4): prundaș gulerat mare (Charadrius hiaticula), barză albă (Ciconia ciconia), piciorong (Himantopus himantopus), turturică (Streptopelia turtur)
- amfibieni (1): Discoglossus galganoi
- reptile (1): Mauremys leprosa

Pe lângă speciile protejate, pe teritoriul sitului au mai fost identificate 4 specii de plante, 1 specie de păsări, 8 specii de amfibieni, 9 specii de reptile.